# Fidel Fourneyron
Fidel Fourneyron, né le 6 août 1982 à Albi, est un musicien, tromboniste, compositeur français, de jazz et musiques improvisées. Il est membre-fondateur des groupes Un Poco Loco (en 2014), ¿ Que vola? et Animal (en 2017). Sa palette s’étend du swing des années 1920 aux musiques contemporaines, alliant l’inventivité du jazz et la liberté de la musique improvisée. En 2019, il reçoit la désignation « Artiste qui monte », aux Victoires du jazz.    
En 2015, Fidel Fourneyron implante dans les Landes, sa région d’origine, la compagnie Uqbar, qui a pour but de permettre la production de ses projets.    
Artiste en résidence à la Dynamo de Banlieues Bleues en 2017, il est artiste associé au Petit Faucheux en 2018 et 2019.

## Biographie
Fidel Fourneyron commence le trombone à l'âge de 9 ans, dans une petite école associative des à Amou, dans les Landes. Il poursuit ses études au Conservatoire de Bordeaux, puis au Conservatoire des Landes et débute rapidement sa carrière de tromboniste et compositeur.
En 2006, il s’installe à Paris pour suivre le cursus de jazz et musiques improvisées du Conservatoire (CNSMPD). Il y fait des rencontres déterminantes pour ses choix esthétiques et ses collaborations futures. 
Repéré par les plus grands noms du jazz d’aujourd’hui comme Marc Ducret (guitariste français), il rejoint en 2014, l’Orchestre national de jazz d’Olivier Benoit et commence à créer ses propres projets. 
La même année, il crée le groupe Un Poco Loco avec Geoffroy Gesser et Sébastien Beliah, trio revisitant avec finesse et fantaisie les standards des années 1950. 
En 2015, il lance son projet solo, High fidelity, qui lui permet de consolider son vocabulaire musical personnel, entre jazz et musiques improvisées.
En 2017 et à la suite de plusieurs voyages à La Havane, il fonde le groupe Que vola?, rencontre entre le jazz européen dont il est issu et les musiques de transes afro-cubaines. 
La même année, il réunit Joachim Florent (contrebasse) et Sylvain Darrifourcq (batterie), musiciens parmi les plus en vue de la nouvelle scène du jazz européen autour de ses compositions, dans le projet Animal. 
En 2019, Fidel Fourneyron, reçoit la distinction « Artiste qui monte » aux Victoires du jazz au Casino de Paris aux côtés de la batteuse Anne Paceo, la flûtiste Naïssam Jalal, le chanteur David Linx, l’accordéoniste Vincent Peirani et Le Sacre du Tympan.
En 2020, il prépare le projet La chanson de Renart, spectacle musical inspiré du Roman de Renart sur un livret original de Frédéric Révérend et dans une scénographie de Jean-Pierre Larroche. Pour ce projet il s'entoure notamment de Dalila Khatir, chanteuse lyrique et performeuse et d'un instrumentarium d’improvisateurs et multi-instrumentistes.

## Groupes actuels

### Un Poco Loco
- Fidel Fourneyron - Trombone
- Geoffroy Gesser - Saxophone ténor, clarinette
- Sébastien Beliah - Contrebasse

Fondé en 2014 par Fidel Fourneyron, Un Poco Loco Loco est un trio d'improvisateurs qui revisite les grandes heures de l’histoire du jazz, sans tambour, ni trompette. Il s’agit de revisiter le répertoire des standards de jazz (notamment des années 1950). Avec originalité et folie musicale, le trio présente des relectures de thèmes incontournables ou méconnus, à la suite d'un travail singulier sur le son et la dramaturgie, mêlant les langages sonores traditionnels aux plus actuels. 
Le groupe sort son premier album éponyme, Un Poco Loco, sur le label Umlaut Records en novembre 2014 ; il est sélectionné au programme Jazz Migration pour l’année 2016.
En 2016, France Musique propose à Un Poco Loco de revisiter le Boléro de Ravel (désormais entré dans le domaine public), au studio 105 de Radio France pour l’émission Open Jazz d’Alex Dutilh.
Leur deuxième album Feelin’ Pretty, est une relecture atypique de la célèbre comédie musicale West Side Story et de facto, l’oeuvre de Leonard Bernstein,. Le disque est sorti sur le label Umlaut Records le 21 avril 2017.
En 2019, le trio a donné plus de 100 concerts. Il sort son troisième album, Ornithologie, en 2020, nouvelle création autour du maître imprévisible du bebop, Charlie Parker.

### High Fidelity
En 2015, Fidel Fourneyron commence à se produire seul en scène et enregistre son disque High Fidelity. À travers cet album, il consolide son langage personnel dans l'exploration sonore de son instrument phare, le trombone et se construit un vocabulaire musical qui lui est propre, défini par l'importance de la dramaturgie sonore. High Fidelity est distribué par Umlaut Records.

### ¿Que Vola?

#### Cuba
- Adonis Panter Calderon - Percussions
- Barbaro Crespo Richard - Percussions
- Ramon Tamayo Martinez - Percussions

#### France
- Fidel Fourneyron - Trombone, direction musicale
- Thibaud Soulas - Contrebasse, co-direction musicale
- Aymeric Avice - Trompette
- Hugues Mayot - Saxophone Ténor
- Benjamin Dousteyssier - Saxophone alto et baryton
- Bruno Ruder - Fender rhodes
- Philippe « Pipon » Garcia - Batterie
- Pierre Favrez - Technicien son
- Thibaut Lacas - Eclairagiste

¿Que Vola? (« quoi de neuf ? », une expression très utilisée dans l'espagnol des rues cubaines) est une fusion du jazz et de la rumba. Ce projet réunit un septet de jazz français et trois jeunes percussionnistes cubains de La Havane. 
La formation s'est produite entre autres : 
- au festival Banlieues Bleues[12] et au festival de Coutances Jazz sous les pommiers [13] en 2017,
- au  chapiteau de Marciac[14], au Festival Radio France Occitanie Montpellier, au Earth Hackney à Londres[15], au Festival Jazz Kif à Kinshasa[16] et au Lincoln Center à New York[17] en 2019[18],[19].

Un album éponyme paraît sur le label No Format ! en janvier 2019. Une web-serie a été développée dans le cadre de la création de ¿Que Vola?.
Le groupe se fait remarquer à l'étranger dans la presse anglo-saxonne, par le New York Times, Vinyl Factory, la BBC,, The Times et le Sunday Times et dans la presse allemande avec le magazine Die Zeit. 

### Animal
- Fidel Fourneyron - Trombone, compositions
- Joachim Florent - Contrebasse
- Sylvain Darrifourcq - Batterie

Dans ce trio Animal, Fidel Fourneyron réunit autour de ses compositions, deux musiciens reconnus de la nouvelle scène du jazz européen : Sylvain Darrifourcq à la batterie et Joachim Florent à la contrebasse. Animal publie sur ONJazz Records un premier album remarqué en mai 2018 (FFF Télérama, CHOC Jazz Magazine, Indispensable Jazz News, Elu Citizen Jazz…).

### La Chanson de Renart
- Fidel Fourneyron - Composition, trombone
- Frédéric Révérend - Livret
- Jean Pierre Larroche - Scénographie
- Dalila Khatir - Voix
- Jean Dousteyssier - Clarinette
- Félicie Bazelaire - Violoncelle
- Giani Caserotto - Guitare
- Ronan Courty - Contrebasse
- Sylvain Lemêtre - Percussions
- Vassilena Serafimova - Percussions
- Jean Yves Courcoux - Lumières
- Pierre Favrez - Sonorisation

La Chanson de Renart est une création contemporaine inspirée du Roman de Renart, ensemble de récits en octosyllabes de trouvères des 12e et 13e siècles. Composée par Fidel Fourneyron, sur un livret original de Frédéric Révérend et une scénographie de Jean-Pierre Larroche, cette création mêle les époques, les générations et les disciplines. C'est à la fois une composition lyrique, musicale et théâtrale. Un choeur d’enfant donne la réplique à Dalila Khatir, chanteuse lyrique et performeuse, accompagnée d'un instrumentarium d’improvisateurs et multi-instrumentistes. La Chanson de Renart est une co-production de l’association Uqbar, l’OARA, le Théâtre des 4 Saisons, le Petit Faucheux, les Détours de Babel, le théâtre de la Coupe d'Or, avec le soutien de la Direction régionale des Affaires culturelles (DRAC) Nouvelle Aquitaine, et de l’Société civile pour l'administration des droits des artistes et musiciens interprètes (Adami). Fidel Fourneyron est soutenu par l’OARA et la DGCA pour l’écriture de la partition grâce au dispositif d’aide à l’écriture d’une œuvre musicale.

## Collaborations
Fidel Fourneyron fait partie des 14 musiciens du Umlaut Big Band, réunis depuis 2011, sous la direction de Pierre-Antoine Badaroux, à l’initiative du collectif et label de musiques contemporaines et improvisées Umlaut Records.
Fidel Fourneyron a également collaboré au Tribute to Lucienne Boyer du Tricollectif Horns, Ensemble Hodos, ¡ Papanosh Oh yeah oh !, Jukebox, Radiation 10, Marc Ducret sextet Real thing n°3, Marc Ducret Tower Bridge, Les Chiens Huilés, Tweedle Dee, Paul Lay trio « Into the lines », Blick Bassy « Akö », Laurent Mignard Duke Orchestra, Surnatural Orchestra, ONCEIM, Julien Ponvianne – Aum Grand Ensemble, Ozma, Imperial quartet, DDJ, Fanfare Karol, Julien Ponvianne – Khoom, l’Occidentale de fanfare, Piere de Bethmann Medium ensemble, Ping Machine, Vintage Orchestra, Pirineos Jazz Orchestra, Voodoo Skank, Grand Orchestre d’Ivan Jullien, Le Concile d’amour, Mobilhorns.

## Pédagogie
Fidel Fourneyron dirige depuis septembre 2014 la Fanfare au Carreau, orchestre amateur de 50 musiciens en résidence au Carreau du Temple pour lequel il écrit un répertoire original. En 2018, il initie aux côtés de Jeanne Dambreville à la direction du chœur Abadachoeur, et du compositeur Pierre-Antoine Badaroux, Le Tour du monde en 80 jours une adaptation pour chœur et orchestre amateurs des aventures de Phileas Fogg dans le roman De Jules Verne.
Autour du projet ¿ Que Vola ?, Fidel Fourneyron et Thibaud Soulas ont créé un large programme d’actions pédagogiques intitulé ¡ Rumba nena ! pour faire découvrir les chants et rythmes traditionnels de la santeria et de la rumba cubaine aux jeunes publics et aux musiciens amateurs. Ce répertoire à géométrie variable est décliné pour diverses formations, de la classe d’école primaire à l’orchestre symphonique et a déjà été joué à plusieurs reprises sous différentes formes à Banlieues Bleues, TAP de Poitiers, Conservatoire des Landes, Conservatoire municipal de Dax, Europa Jazz – Le Mans, Sons des cuivres – Mamers, Tribu Festival – Dijon, ENM – Angoulême.
Fidel Fourneyron donne des master classes et ateliers musicaux. Par le passé notamment au PESM de Dijon, PESM de Poitiers, Cité de la musique à Marseille, Martinique Brass Band, Conservatoire de Dax, de Poitiers, de Tarbes, de Blois…

## Prix
- 2016 : Un Poco Loco lauréat du programme Jazz Migration.
- 2019 : Désignation « Artiste qui monte » aux Victoires du jazz[30].

## Discographie
- 2014 : Un Poco Loco, Un Poco Loco (Umlaut Records)
- 2015 : High Fidelity, Fidel Fourneyron (Umlaut Records)
- 2017 : Feelin’ Pretty, Un Poco Loco (Umlaut Records)
- 2018 : Animal, Fidel Fourneyron, (ONJ Records)
- 2019 : ¿ Que Vola ?, ¿ Que Vola ? (No Format!)
- 2020 : Ornithologie, Un Poco Loco (Umlaut Records)

### Collaborations
- 2013 : Bossa SuperNova, Radiation 10 (Coax Records)
- 2013 : Real Thing #3, Marc Ducret, (Ayler Records)
- 2013 : Tweedle-Dee (Coax Records)
- 2014 : Europa Paris, ONJ (ONJazz Records)
- 2014 : Tower-Bridge, Marc Ducret (Ayler Records)
- 2014-2017 : Ensemble Hodos play Philip Corner – Lifework : a unity (Umlaut Records)
- 2015 : Akö, Blick Bassy (No Format!)
- 2015 : Europa Berlin, ONJ (ONJazz records)
- 2015 :  EuroSwing Vol 1-2, Umlaut Big Band (Umlaut Records)
- 2015 : ¡ Oh Yeah Ho ! de Papanosh, Roy Nathanson, Fidel Fourneyron (Label Vibrant)
- 2016 : Europa Rome, ONJ (ONJazz records)
- 2016 : Tribute to Lucienne Boyer, Orchestre du Tricot (Tricollectif)
- 2016 : White Desert Orchestra, Ève Risser (Clean Feed Records)
- 2017 : Europa Oslo, ONJ (ONJazz records)
- 2021 : L'Air de rien, avec Jean-Jacques Birgé et Elise Caron (GRRR)
- 2023 : Vamos Andando, La Fanfare au Carreau (Uqbar)